# Edgard Pisani
Pour les articles homonymes, voir Pisani.
Edgard Pisani, né le 9 octobre 1918 à Tunis et mort le 20 juin 2016 à Paris, est un haut fonctionnaire et homme politique français.

## Biographie

### Jeunesse
Né sujet britannique à Tunis, quatrième dans une famille de dix enfants maltaise originaire d'Italie, arrivé à 20 ans de Tunisie à Paris après deux redoublements, Edgard Pisani commence une hypokhâgne au lycée Louis-le-Grand qu'il abandonne et finit par obtenir une licence de lettres. Il est ensuite diplômé du Centre de hautes études administratives et de l'Institut des hautes études de Défense nationale.
Il est en khâgne lorsque la Seconde Guerre mondiale éclate. En 1940, durant la débâcle, il fait partie des passagers du Massilia avec André Le Troquer et sa fille, à laquelle il est fiancé. Il revient à Paris et travaille comme surveillant scolaire au lycée Chaptal et bibliothécaire à la Bibliothèque Sainte-Geneviève
Il rejoint la résistance intérieure française à partir de 1943. Otage administratif au Mont-Dore, en Auvergne, après une arrestation à Paris « non comme résistant mais comme otage » en mars 1944, il part le 6 juin 1944 « dans le brouhaha provoqué par le débarquement ». Il passe par le maquis puis rejoint Paris le 20 juin. Participant à la prise de la préfecture de police de Paris le 19 août 1944, il accompagne la prise de fonction du préfet gaulliste, Charles Luizet, qui laisse le jeune résistant dans son bureau alors qu'il part lui-même pour une réunion du Comité parisien de libération. Sans délégation officielle, il participe à la direction des opérations avant de « céder la place » aux leaders de la résistance. Son rôle est joué par Michel Piccoli dans Paris brûle-t-il ?.
Il est distingué par les membres du Conseil national de la Résistance.

### Carrière professionnelle
Charles Luizet, le nouveau préfet de police gaulliste qui remplace Amédée Bussière, le choisit comme directeur de cabinet.
Directeur adjoint du cabinet du Préfet en 1945, Edgard Pisani est nommé directeur de cabinet du ministre de l'Intérieur, André Le Troquer, en 1946. Le 1er août de la même année, il est nommé préfet de la Haute-Loire, devenant le plus jeune préfet de France mais subissant des campagnes calomnieuses du fait de sa naissance à l'étranger. Il est ensuite directeur de cabinet de la Défense nationale à partir de janvier 1947 puis devient le 1er décembre préfet de la Haute-Marne,. Il siège au Haut conseil de l’aménagement du territoire, et prend à ce double titre une part importante dans la décision régalienne d'édifier à Saint-Dizier, dans le nord du département, en limite de la région Lorraine, le quartier du Vert-Bois, deuxième ville nouvelle de France, qui dans les années 80 comptera jusqu'à 15 000 habitants.
Il publie des ouvrages sur les collectivités locales et écrit par la suite, dans l'Est Républicain, le Haut-Marnais républicain et la Haute-Marne libérée.

### Parcours politique

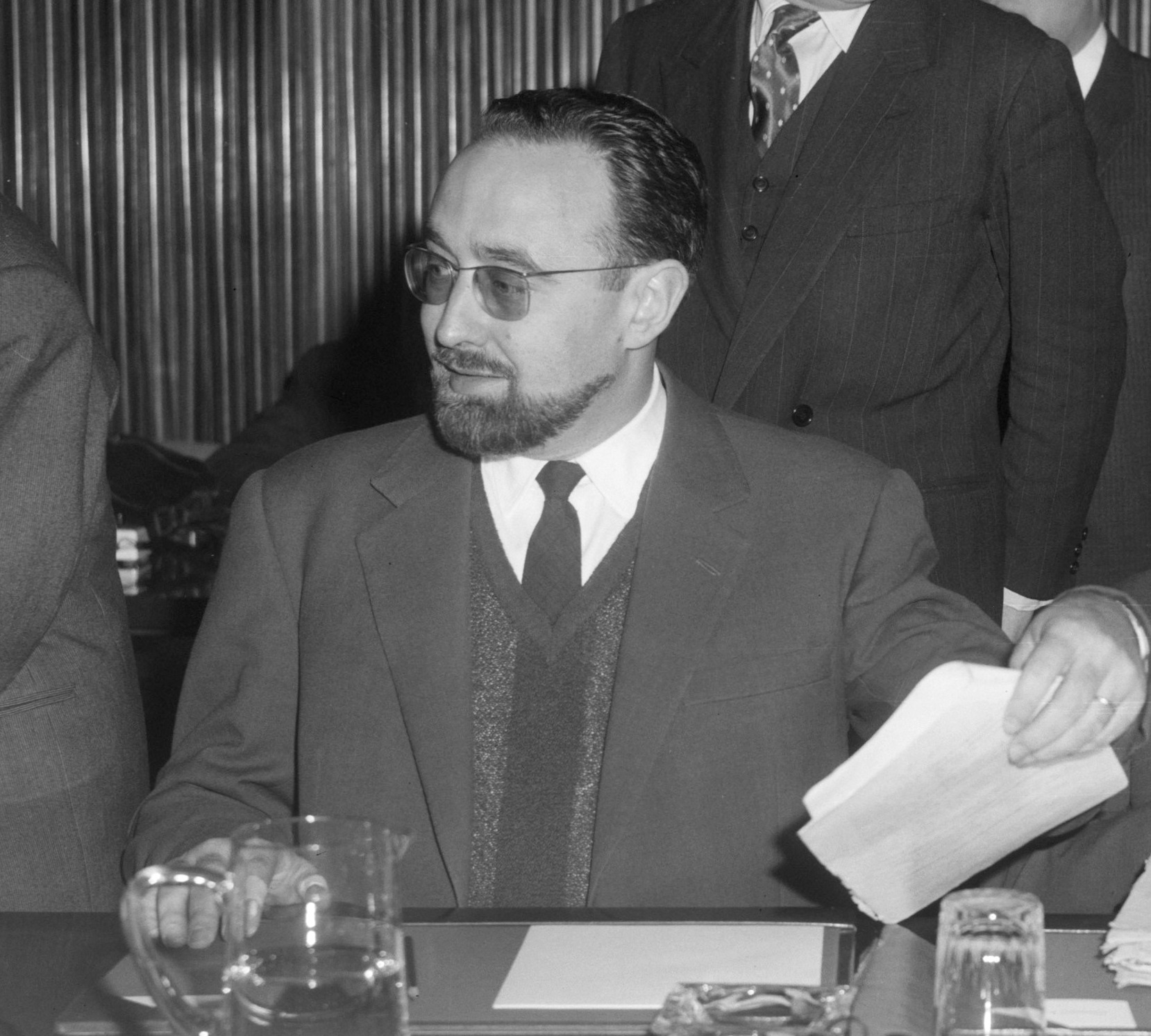
Edgard Pisani en 1964.

Il demande une disponibilité en 1953 pour s'engager dans le combat politique et est élu sénateur de la Haute-Marne le 1er août 1954, après la mort de Charles Barret. Il s'inscrit au groupe du Rassemblement des gauches républicaines, présidé par François Mitterrand, et de la Gauche démocratique.
Il est membre de la commission de la reconstruction ainsi que de la commission de la défense nationale, et secrétaire de la sous-commission chargée de suivre et de contrôler l'emploi des crédits affectés à la défense nationale. Il dépose une proposition de loi visant à favoriser les capacités d'investissement de celles-ci (10 mars 1955) et est rapporteur d'une proposition de loi portant sur la réforme du recrutement de l'armée. Il est réélu le 19 juin 1955, siège aux commissions de la reconstruction (1955-1958), de la défense nationale (1955-1958), de la commission du travail et de la sécurité sociale (1955-1958). Edgard Pisani dépose la proposition de loi du 8 mars 1956 visant à fixer le mode d'élection des députés de l'Assemblée nationale et cosigne, avec le sénateur Jacques de Maupeou, un rapport favorable à la mise en place d'une politique de dissuasion nucléaire (8 juin 1956). Le 5 février 1957, en qualité de rapporteur de la commission de la reconstruction, il défend la loi cadre relative à la construction de logements et d'équipements collectifs. Partisan de la construction européenne, Pisani vote pour la création du marché commun et de l'Euratom (23 août 1957). Le 16 mai 1958, Edgard Pisani vote contre l'état d'urgence, préférant une solution autour d'une confédération nord-africaine. Les 2 et 3 juin 1958, il vote les pleins pouvoirs et la révision constitutionnelle. Le 11 décembre 1958, il est nommé membre de la commission spéciale chargée d'élaborer le règlement provisoire du Sénat. Il siège au Sénat jusqu'en 1961.
Conseiller général de Maine-et-Loire (élu dans le canton de Montreuil-Bellay en 1964 et 1965), il est maire de Montreuil-Bellay de 1965 à 1975.
En 1961, il est nommé ministre de l'Agriculture du gouvernement Michel Debré puis des gouvernements Pompidou jusqu'en 1966. Détenteur du record de longévité à ce poste au sein de la Ve République jusqu'à Stéphane Le Foll, il réforme le ministère de l'Agriculture, lance la loi complémentaire d'orientation agricole qui fait entrer l'agriculture française dans le productivisme et l'exportation, et participe à la mise en place de la Politique agricole commune (PAC) de la Communauté économique européenne. Par la loi « pour l'amélioration de la production et de la structure foncière des forêts françaises » du 6 août 1963, dite loi « Pisani », il sépare notamment  l’'Administration des eaux et des forêts en créant l'Office national des forêts (ONF) et les Centres régionaux de la forêt privée (CRPF) et oblige les propriétaires forestiers privés à se doter d'un plan de gestion simplifié. Il travaille également sur un projet d'organisation mondiale des marchés agricoles.

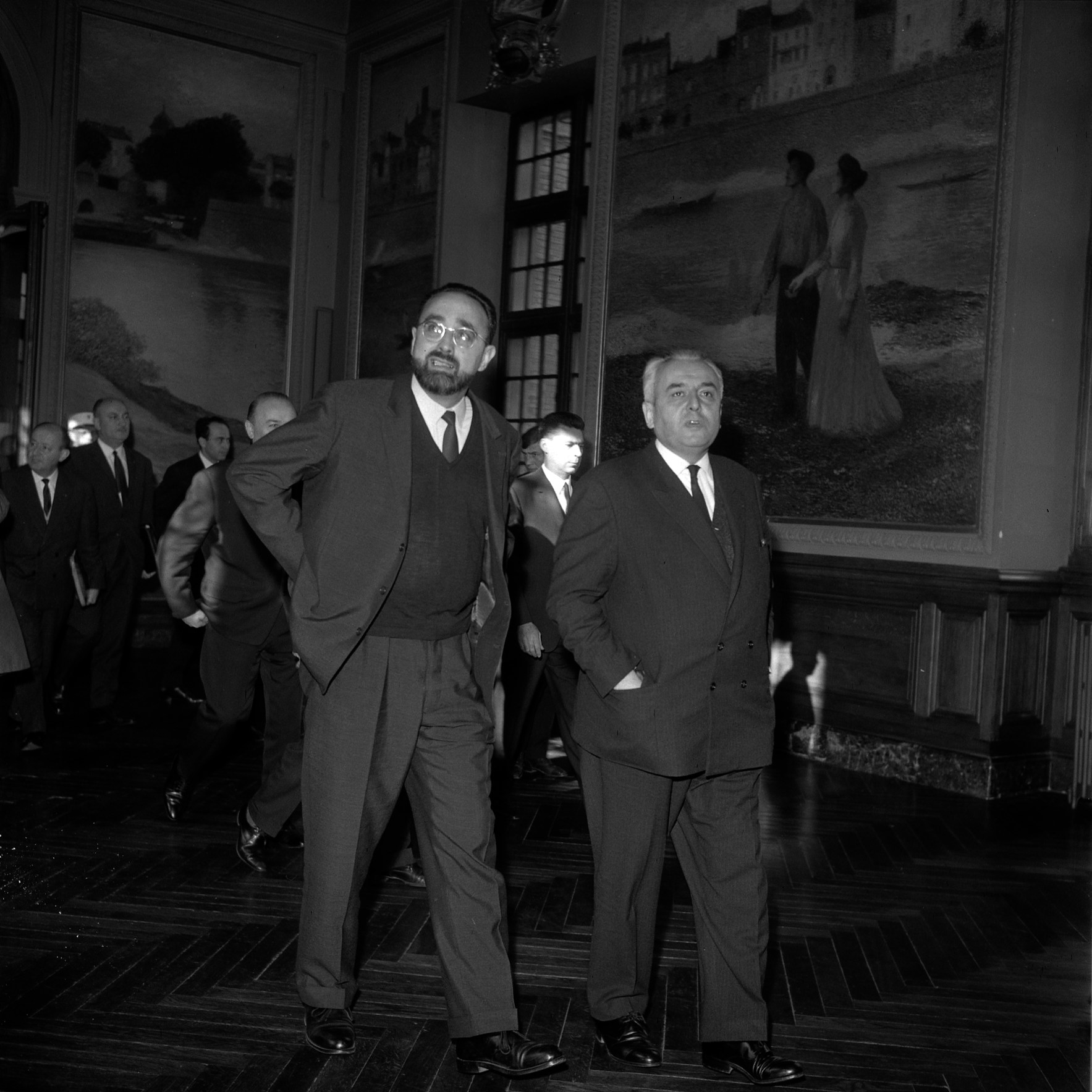
Edgard Pisani et Louis Bazerque en 1965 à Toulouse.

Dans les gouvernements Pompidou III et IV, il est le premier ministre de l’Équipement et du Logement, avec la mission de mettre en œuvre ce ministère issu de la fusion du ministère des Travaux publics et des Transports et de celui de la Construction. Il porte le projet de loi foncière (LOF), qui est voté après sa démission, en avril 1967, par opposition à la volonté du Premier ministre de gouverner par ordonnances, ; c’est également le cas du projet de tour Montparnasse et du quartier de la gare avec le soutien d'André Malraux, alors ministre de la Culture.
Élu député UD-Ve République de la première circonscription de Maine-et-Loire en mars 1967, il vote la motion de censure en mai 1968 et démissionne de l'Assemblée après un discours à la tribune dans lequel, attaquant Georges Pompidou, il déclare « Ce faisant, j'ai le sentiment d'être plus fidèle que vous à l'homme que j'ai soutenu depuis la Résistance ».
Il est nommé préfet en disponibilité spéciale en 1968 et est admis à faire valoir ses droits à la retraite en 1973.
Fondateur du Mouvement pour la réforme (MPR, gaulliste de gauche) en 1968, puis co-président de l'Association pour une alternative démocratique de progrès (AADP) en 1969, il adhère au Parti socialiste en 1974, en étant plus proche de Michel Rocard que de François Mitterrand. Il retrouve le Sénat de 1974 à 1981, comme sénateur socialiste de la Haute-Marne. Il signe un rapport sur les conséquences de l'élargissement de la CEE en 1977, et un autre l'année suivante sur les conditions et les enjeux des équilibres extérieurs de l'économie française. Membre du Club de Rome, notamment sur le sujet du dialogue euro-arabe, il siège à l’Assemblée des communautés européennes en 1979 dont il préside la commission des Affaires économiques et monétaires. Il est élu député à l'Assemblée parlementaire européenne en 1981, porte une proposition de résolution tendant à adapter les objectifs, les règles de fonctionnement et de financement, ainsi que les procédures de la politique agricole européenne et un projet de rapport au  sur une politique énergétique européenne.
Il participe entre 1978 et 1980 à l'élaboration du Rapport Nord-Sud présidé par Willy Brandt, puis est nommé à la Commission européenne en mai 1981, en remplacement de Claude Cheysson appelé au gouvernement français, et en prend la vice-présidence à la suite de François-Xavier Ortoli en 1984 lorsque celui-ci prend la tête de Total. Chargé du développement, il gère 600 fonctionnaires et une enveloppe de 2 milliards de dollars annuels redistribués à une soixantaine de pays signataires de la convention de Lomé qu'il renégocie.
Nommé haut-commissaire de la République en Nouvelle-Calédonie par Laurent Fabius en remplacement de Jacques Roynette en pleine période d'affrontements violents entre partisans et opposants de l'indépendance (appelée période « des événements »), il arrive sur l'île le 4 décembre 1984, la veille de la tuerie de Hienghène qui compte, parmi les dix victimes, les deux frères du leader kanak Jean-Marie Tjibaou. Il rencontre l'indépendantiste du FLNKS et prononce, le 7 janvier 1985 sur la place des Cocotiers, un discours dans lequel il propose une indépendance-association. Malgré les assassinats qui continuent de décimer les deux camps et l’instauration de l'état d’urgence, Edgard Pisani poursuit ses négociations avec Jean-Marie Tjibaou et revient à Paris avec une proposition de régime transitoire amenant à un scrutin d'autodétermination avant la fin 1987. Mais, son projet est rejeté par tous les acteurs de l'île et par le Parlement français, mais le concept d'indépendance-association sera repris par la suite. Il est nommé, comme une sanction, ministre chargé de la Nouvelle-Calédonie de mai à novembre 1985, et contribue à l'élaboration, avec le Premier ministre Laurent Fabius, du statut « Fabius-Pisani », qui sépare notamment la Nouvelle-Calédonie en quatre circonscriptions et prévoit la tenue d'un référendum d'autodétermination. Alors que les élections régionales de l’automne 1985 marquent la division des peuples sur l'île et qu'il concentre contre lui l'hostilité des acteurs, il démissionne après avoir signé huit ordonnances qui organisent l'avenir du territoire, laissant un territoire profondément réformé et un équilibre communautaire fragile mais réel.
Tout en étant chargé de mission auprès du président de la République de 1986 à 1992, il est président de l'Institut du monde arabe de 1988 à 1995. Sa présidence est controversée à cause de problèmes financiers et de projets inaboutis, ainsi que des relations difficiles avec les pays arabes partenaires de l’institut, et de ce fait, est écourtée par Jacques Chirac,.
En 1992, il devient membre du Conseil économique et social.
Dans son livre Un vieil homme et la terre (2004), il parle d’erreurs qu'il se reproche d'avoir commises comme ministre : « J'ai favorisé le développement d'une agriculture productiviste, ce fut la plus grosse bêtise de ma vie ». Il propose deux principes : que chaque pays produise sa propre nourriture et que chaque pays rémunère ses producteurs de nourriture de façon qu'ils aient une vie décente.
Il meurt à l'âge de 97 ans, le 20 juin 2016,.

### Famille et descendance
Edgard Pisani épouse en premières noces Colette Le Troquer (1920-1996), fille d'André Le Troquer, et en secondes noces, Fresnette Pisani-Ferry (1918-1984), historienne de la Troisième République, fille d'Abel Ferry  (1881-1918) et donc petite nièce de Jules Ferry .
Il est notamment le père du journaliste Francis Pisani, d'Isabelle Pisani, de l'économiste Jean Pisani-Ferry, du vigneron Édouard Pisani-Ferry et de Benoît Pisani.

## Synthèse des fonctions gouvernementales
- Ministre de l'Agriculture dans les cabinets Michel Debré en 1961 et 1962, et de Georges Pompidou de 1962 à 1966, il joue un grand rôle dans la définition de la politique agricole commune de la CEE et est à l'origine de l'atomisation de l'Administration des Eaux et Forêts et de la création de l'Office national des forêts en 1966.
- Ministre de l'Équipement dans le troisième cabinet Pompidou en 1966 et 1967 ;
- Ministre de l'Équipement et du Logement dans le quatrième cabinet Georges Pompidou en avril 1967, l'année où il donne sa démission de membre du gouvernement (le Conseil des ministres demande l'autorisation à l'Assemblée de gouverner par ordonnance et Edgard Pisani est contre) ;
- Ministre chargé de la Nouvelle-Calédonie du 21 mai 1985 au 15 novembre 1985, dans le gouvernement Laurent Fabius.

## Ouvrages
- Principes : projet de Déclaration, éd. Librairie de Médicis, 1946.
- La Région... pour quoi faire ou le Triomphe des Jacondins, éd. Calmann-Lévy, 1969.
- Le Général indivis , éd. Albin Michel, 1974.
- Utopie foncière, préface de Michel Rocard, éd. Gallimard, 1977. (réédition, Éditions du Linteau, 2010)
- Socialiste de raison, éd. Flammarion, 1978.
- Défi du monde, éd. Ramsay, 1979.
- La France dans le conflit économique mondial, éd Hachette, 1980
- La Main et l'outil, éd. Robert Laffont, 1984.
- Pour l'Afrique, éd. Odile Jacob, 1988.
- Persiste et signe, éd. Odile Jacob, 1992.
- Pour une agriculture marchande et ménagère, La Tour de l'Aube, éd. Charles Léopold Mayer, 1994, 91 p. (ISBN 978-2-87678-155-9, LCCN 96115877)
- Entre le marché et les besoins des hommes. Agriculture et sécurité alimentaire mondiale (avec Pierre-Yves Guihéneuf), éd. Charles Léopold Mayer, 1996.
- La Passion de l’État, éd. arléa, 1998.
- Une Certaine idée du monde: L'utopie comme méthode, éd. Seuil, 2001.
- Un vieil homme et la terre, éd. Seuil, 2004.
- Le monde pourra-t-il nourrir le monde et garder ses paysans ?, Leçons inaugurales du Groupe ESA, 2004.
- Vive la révolte ! Un vieil homme et la politique, éd. Seuil, 2006.
- Une politique mondiale pour nourrir le monde, éd. Springer, 2007.
- Le Sens de l'État, éd. de l'Aube, 2008.
- Mes mots: Pistes à réflexion, éd. de l'aube, 2013.
- Croire pour vivre : méditations politiques, éd. Saint-Léger, 2015.

## Filmographie
- 1966 : Paris brûle-t-il ? par Michel Piccoli
- 2009 : Politique agricole commune : la voix de ses pères, documentaire de Noémie Roché
- 2011 : C'est beau la politique, vous savez !, documentaire de Jean-Jacques Rault

## Décorations
- Chevalier de la Légion d'honneur
- Croix de guerre 1939–1945
- Médaille de la Résistance française avec rosette par décret du 25 avril 1946[19]
- Commandeur de l'ordre du Mérite agricole ex officio en tant que ministre de l'Agriculture, président du conseil de l'ordre (1961)[20]

### Archives
- Inventaire du fonds d'archives conservé à La Contemporaine.
- Inventaire du fonds d'archives privées conservé aux Archives nationales sous la cote 491AP.